# Металлофонд
Металлофо́нд (Металлический фонд) — суммарный объём металла, находящегося на территории государства. Каждый год размер металлофонда страны увеличивается на величину видимого потребления металла.
В состав металлофонда входят также вторичные ресурсы (лом и отходы металлов). Таким образом, истощение металлофонда может быть достигнуто за счёт интенсивного экспорта вторичных ресурсов из страны. Часть металлофонда теряется со временем из-за коррозии и окисления. Небольшие дополнительное потери металлофонда, на уровне единиц процентов, вызваны безвозвратными потерями металлов в процессах обработки и использования.
Существуют обзор ЮНЕП «Metal Stocks in Society report» с оценками мировых металлофондов (количества металла, находящегося в использовании) следующих основных металлов и сплавов: алюминий, медь, железо, свинец, сталь, нержавеющая сталь, цинк. Большую долю фондов, по состоянию на первую половину 2000-х, составляет железо, со среднем количеством около 2,2 тонн на человека (для всего мира), и около 7-14 тонн на человека в наиболее развитых странах (ЕС, США, Канада, Япония, Австралия). Использование меди и алюминия в мире составляло 35-55 и 80 кг на человека (в развитых странах — 140—300 и 350—500 кг). Также оценивались объёмы используемых драгоценных металлов: золото, палладий, платина, родий, серебро и множества специальных металлов.
Часть металлофонда находится в отвалах; некоторые страны имеют государственные резервы металлов (Япония, США, Китай); определённая доля металла находится на свалках в рассеянном виде. Эта часть металлофонда является менее изученной.

## Мировой металлофонд
В 1970-х мировой металлофонд железа оценивался в 6 млрд тонн; при этом накопленная выработка железа человечеством составила более 20 млрд тонн.
На 2012 год металлофонд железа в мире оценивается японскими учёными в 17.3 млрд тонн, из них около половины приходится на Азию. Здания используют 37 % железа, инженерные сооружения — 26 %, примерно по 10 % приходится на станки и автомобили.

## Металлофонды некоторых стран
На 2000-й год металлофонд стали в США оценивался USGS в 4010 миллионов тонн (из них 5 % — 214 миллион тонн — в автомобилях). В 1970-м фонд составлял 2210 миллионов тонн
Металлофонд Китая составлял 2.3 млрд тонн стали в 2005 и 0.68 млрд тонн в 1990.
В 1973 году металлофонд СССР составлял 1 млрд тонн (96-97 % его составляли чёрные металлы).
В России в 1990-х и в 2000-х металлофонд находился в диапазоне 1,5 — 1,56 млрд тонн, стабилизировавшись в 2010-х на уровне около 1,53 млрд тонн.
Металлофонд Украины в 2013 году оценивался в 556 млн тонн (20 млн из них — транспортные средства); на 2006 год он составлял около 0,6 млрд тонн; в 1982 году оценивался в 0,77-0,78 млрд.